# Labidiaster
Genre
Labidiaster est un genre d'étoiles de mer, de la famille des Heliasteridae. Les deux espèces se trouvent essentiellement en Antarctique. 

## Liste des espèces
Selon World Register of Marine Species (19 janvier 2015) :
- Labidiaster annulatus Sladen, 1889
- Labidiaster radiosus Lütken, 1872

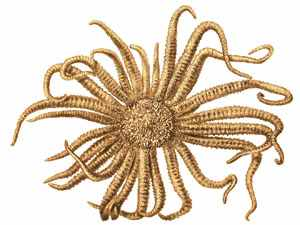
Labidiaster annulatus.
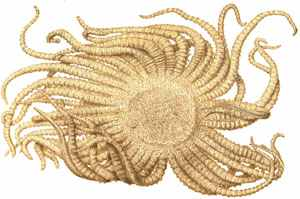
Labidiaster radiosus.